# Paul Hunter (jugador de snooker)
Paul Hunter (Leeds, Yorkshire; 14 de octubre de 1978-Huddersfield; 9 de octubre de 2006) fue un jugador profesional de snooker inglés. Ganó en tres ocasiones el torneo Masters (2001, 2002 y 2004). En su honor está nombrado el torneo oficial del circuito mundial de snooker, Paul Hunter Classic.
Hunter falleció de un cáncer gástrico a los 27 años.